# Östra och Medelstads domsaga
Östra och Medelstads domsaga var en domsaga i Blekinge län. Den bildades den 1 januari 1937 (enligt beslut den 12 juni 1936) genom sammanslagning av de två domsagorna Östra härads domsaga och Medelstads domsaga. Domsagan upplöstes 1971 i samband med tingsrättsreformen i Sverige och verksamheten uppgick i den nybildade Östra och Medelsta tingsrätt, som dock redan 1975 bytte namn till Ronneby tingsrätt.
Domsagan ingick i domkretsen för Hovrätten över Skåne och Blekinge. Vid bildandet löd två tingslag under domsagan, men detta antal minskades till ett 1948 då Östra och Medelsta domsagas tingslag bildades. När domsagans gamla uppgifter upphörde 1971 löd således under den bara ett tingslag.

## Tingslag
- Medelstads tingslag; till 1948
- Östra härads tingslag; till 1948
- Östra och Medelstads domsagas tingslag; från 1948

## Tidigare förekomster av domsagan
1683 bildades en första förekomst av domsagan, som varade till 1695. Denna uppgick då i en domsaga som samlade hela Blekinge, Bräkne, Listers, Medelstads och Östra härads domsaga (dock i perioden 1756-1761 utan Medelstads härad). Denna domsaga delades 1771 och en andra förekomst av domsagan återuppstod. Denna delades i sin tur upp 1849. Denna uppgick 1934 i en tredje förekomst av domsagan, enligt vad som står ovan.
De två första förekomsterna hade samma omfattning och tingslag som ovan, men de låg fram till 1821 under Göta hovrätt.

## Häradshövdingar
- 1683-1695 Sven Adlerstierna 1645-1708
- 1771-1778  Anders af Håkansson 1749-1813
- 1789-1797  Ambrosius Westring
- 1798-1848  Johan Christer Lindblom
- 1937–1947 Carl Fredrik Söderström
- 1947–1968 Gunnar Isak August Carlesjö
- 1968–1970 Ragnar Nilson (tillförordnad)